# Pensa (album)
Pensa è il terzo album in studio di Fabrizio Moro, pubblicato il 2 marzo 2007, dopo la vittoria di Moro al Festival di Sanremo 2007 con il brano che dà il titolo all'album.
Pensa è l'album più venduto da Moro, vendendo ben 80 000 copie solo in Italia, diventando disco di platino.
Viene certificato dalla FIMI come disco di platino.
Oltre a Pensa, i singoli estratti dall'album sono Fammi sentire la voce e Parole rumori e giorni.
Nel 2017, in concomitanza con la partecipazione di Fabrizio Moro alla sessantasettesima edizione del Festival di Sanremo, l'album viene ristampato in vinile per festeggiarne i dieci anni dalla pubblicazione.

## Tracce
1. Parole rumori e giorni – 3:29 (Fabrizio Moro)
2. Non è facile – 3:49 (testo: Fabrizio Moro, Fabrizio Termignone – musica: Fabrizio Moro, Fabrizio Termignone)
3. Fammi sentire la voce – 3:29 (Fabrizio Moro)
4. Pensa – 3:47 (Fabrizio Moro)
5. Questa è benzina – 3:48 (testo: Fabrizio Moro, Fabrizio Termignone – musica: Fabrizio Moro, Fabrizio Termignone)
6. Non è la stessa cosa – 4:05 (Fabrizio Moro)
7. Ti amo anche se sei di Milano – 3:34 (Fabrizio Moro)
8. La complicità – 4:20 (Fabrizio Moro)
9. Basta... – 3:39 (Fabrizio Moro)
10. 21 anni – 3:44 (Fabrizio Moro)

Durata totale: 37:44

## Singoli estratti
Testi e musiche di Fabrizio Moro.
1. Pensa – 3:47 (Fabrizio Moro)
2. Fammi sentire la voce – 3:29 (Fabrizio Moro)
3. Parole rumori e giorni – 3:29 (Fabrizio Moro)

## Formazione
- Fabrizio Moro – voce, cori, tastiera, programmazione, chitarra acustica, chitarra elettrica
- Fabrizio Termignone – tastiera, programmazione, basso
- Marco Falagiani – pianoforte
- Emiliano Acciaresi – batteria
- Danilo Molinari – chitarra acustica, chitarra elettrica
- Massimo Barbieri – tastiera, programmazione
- Marco Marini – chitarra acustica, chitarra elettrica
- Massimiliano Agati – batteria

## Successo commerciale
Pensa arriva al massimo alla quindicesima posizione della classifica FIMI.

## Riconoscimenti
Il disco si è aggiudicato il Premio Lunezia per il valore Musical-Letterario, oltre ai premi Radio&Stampa e Sorrisi e canzoni tv.

## Classifiche
| Classifica (2007) | Posizione massima |
| ----------------- | ----------------- |
| Italia            | 15                |